# ينس كريستيان مادسن
ينس كريستيان مادسن (بالدنماركية: Jens Christian Madsen)‏ هو لاعب كرة قدم دنماركي في مركز الوسط، ولد في 1 فبراير 1970 في كوبنهاغن في الدنمارك. لعب مع سكودا زانثي.

## وصلات خارجية
- ينس كريستيان مادسن على موقع قاعدة بيانات كرة القدم.إي يو (الإنجليزية)
- ينس كريستيان مادسن على موقع أوليمبيديا (الإنجليزية)